# Tärendö distrikt
Tärendö distrikt är ett distrikt i Pajala kommun och Norrbottens län. Distriktet ligger omkring Tärendö i norra Norrbotten. 

## Tidigare administrativ tillhörighet
Distriktet inrättades 2016 och utgörs av socknen Tärendö i Pajala kommun.
Området motsvarar den omfattning Tärendö församling hade 1999/2000.

## Tätorter och småorter
I Tärendö distrikt finns tre småorter men inga tätorter. 

### Småorter
- Kainulasjärvi
- Saittarova
- Tärendö